# Ел Охо (Порторико)
Ел Охо (шп. El Ojo) град је у америчкој острвској територији Порторико, острвској држави Кариба.

## Демографија
По попису из 2010. године број становника је 1.478, што је 235 (-13,7%) становника мање него 2000. године.
| Група             | 2000.         | 2010.         |
| Белци             | 0 (0,0%)      | 3 (0,2%)      |
| Афроамериканци    | 106 (6,2%)    | 178 (12,0%)   |
| Азијати           | 5 (0,3%)      | 1 (0,1%)      |
| Хиспаноамериканци | 1.705 (99,5%) | 1.470 (99,5%) |
| Укупно            | 1.713         | 1.478         |